# Harvey Spencer Lewis
Harvey Spencer Lewis PhD. H. Spencer.Lewis (Frenchtown, 1883. november 25. – San José, 1939. augusztus 2.) rózsakeresztes szerző, okkultista és misztikus. Ő alapította az Egyesült Államokban az AMORC-ot, amelynek első Imperátora volt 1915 és 1939 között.

## Életpályája
Lewis a New Jersey-beli Frenchtownban született, édesapja Aaron Rittenhouse Lewis volt, édesanyja egy német születésű tanárnő Catherine Hoffman. Reklám dekoratőrként dolgozott (a legjobban talán úgy lehetne kifejezni azt a munkát, amit e téren folytatott, hogy kereskedelmi művész) és az e téren megszerzett tapasztalatait remekül fel tudta később használni arra, hogy illusztrációkkal színesítse az AMORC szórólapjait és folyóiratait. Lewis első szellemi-spirituális tanulmányait a paranormális jelenségek témakörében folytatta. Tagja lett egy olyan csoportnak, amely azt a célt tűzte ki, hogy kivizsgáljon 50 hamis médiumnak nevezett személyt, amely később a New York–i Pszichikai Kutató Intézet létrehozásához vezetett, amelynek megválasztott elnöke lett húszéves korában.
Később – saját elbeszélése alapján – egy franciaországi útja során nyert beavatást a rózsakeresztességbe. Küldetésének érezte, hogy visszahozza Amerikába a rózsakeresztes elveket (ugyanis a források szerint élt egy németországi bevándorló rózsakeresztesekből álló csoport az USA–ban a XVII. században Pennsylvaniában, amely sajnos a XX. századra már régen feloszlott), és hogy a modern világban is helyett kapjanak ezek az elvek, ennek érdekében létrehozta az AMORC–ot. Lefordította a beavatása kapcsán rendelkezésére bocsátott német és francia nyelvű rózsakeresztes forrásmunkákat, amely a Rend első misztikus kánonja lett, majd ez után egész hátralevő életét az AMORC ügyének szentelte.
Megtervezte és felügyelete alatt létrehozta a Rózsakeresztes Parkot San Joséban, Kaliforniában, amely tele van egyedi tervezésű épületekkel, ideértve az egyiptomi mintára kialakított tempelt, az USA ötödik planetáriumát, egy tudományos laboratóriumot, előadótermeket stúdiumok számára, könyvtárat, és a szervezet igazgatását szolgáló iroda helyiségeket. Ma egy nemzetközileg elismert és népszerű turisztikai látványosság a Rózsakeresztes Egyiptomi Múzeum a Naglee Avenue–n.
1926-ban az RMS Majestic fedélzetén Európába utazott és megtette az első, majd később rendszeressé váló hivatalos AMORC egyiptomi zarándokutat, amelyről ugyanez év decemberében számolt be a The Mystic Triangle hasábjain.
Lewis felhasználta a kor audiovizuális technológiáit, hangorgánuma passzolt a rádiós műsorszóráshoz, ezért létrehozott egy beszélgetős műsort és gyermekeknek szóló adásokat is vezetett – akkor már – Floridában, Tampa városában. San Joséban A Rózsakeresztes Parkból közvetítte a "The Pristine Church" adásait vasárnaponként, könnyed prédikációkkal vallások közötti és világi témákat boncolgatva. Felvételei, énekei és írásai ma is közkeletűek az AMORC rendtagjai körében világszerte.
Sar Alden misztikus néven Lewis egyike volt a FUDOSI három imperátorának, akik Amerikát, Európát és a Keletet képviselték. A hiteles beavató társaságok e világszövetsége célja az volt, hogy ellenszegüljön ősi szimbólumaik és szertartásaik plagizálásának a többi vetélytárs csoportok részéről. Lewis számos saját jogon elért és sok tiszteletbeli címet és fokozatot is viselt, melyet jószolgálati tevékenységei elismeréseként adományoztak neki. Fia, Ralph Maxwell Lewis (1904-1987), filozófus és író volt, aki követte őt 1939-ben második AMORC imperátorként. Ralph M. Lewis temérdek könyvének egyike a találó, Cosmic Mission Fulfilled címet viselő életrajzi írása volt édesapjáról.
|  |  |

## Alkímia
1916. június 22-én New Yorkban Lewis alkímiai transzmutáció végrehajtását hirdette meg a klasszikus alkímiai alapelvek szemléletetése érdekében. Az AMORC Nagymestereiből, tagjaiból, egy tudósból és egy újságíróból álló csapat gyűlt össze. A kísérletet egyetlen egyszer hajtotta végre, melynek során egy cinkdarabot használt fel, melyet egy tálba helyezett és hozzáadott néhány meg nem nevezett anyagot, melyet a résztvevők hoztak magukkal szigorú titoktartás mellett. A kísérlet végén a tudós megállapította, hogy a végtermék "az arany tulajdonságaival rendelkezik". Az újságíró cikket írt az eseményről a New York World hasábjain, de írás jelent meg az AMORC The American Rosae Crucis nevű saját hírlapjában is.

## Magánélete
Első feleségétől, Mollietól 1904-ben fiúgyermeke született, aki a keresztségben a Ralph Maxwell Lewis nevet kapta. Boldog házasságban éltek, melynek a feleség halálosnak bizonyult vakbélgyulladása vetett véget 1913-ban. Lewist nagyon megviselte élete párjának elvesztése, de folytatta a megkezdett nagyszabású munkát, a Rend felépítését. Második feleségét, Marthát 1917-ben vette el, akinek már két gyermeke is volt, Gladys és James Whitcomb és akitől két saját gyermeke is született, Earle és Madeleine. Flushingben, New York államban éltek együtt a Rend Tampába, majd San Joséba való elköltözéséig.

## Könyvei
- H. Spencer Lewis: Rosicrucian Principles for the Home and Business (Rózsakeresztes alapelvek a magán- és üzleti életben).  1929.  
  - Rózsakeresztes tanítások és filozófia a hivatásbeli és magánéleti célok tükrében.
- H. Spencer Lewis: Rosicrucian Questions and Answers (Rózsakeresztes kérdések és válaszok).  1929.  
  - A kétrészes könyv első fele a Rózsakeresztes Rend tradicionális történetét mondja el neveket, írásműveket felsorolva. A második rész pedig választ ad új és leendő rendtagok gyakran ismételt kérdéseire.
- H. Spencer Lewis: The Mystical Life of Jesus (Jézus misztikus élete).  1929.  
  - Jézus élettörténetét beszéli el, részletesen tárgyalva az esszénusokkal való kapcsolatát és a Bibliából kimaradt fiatalkorát is.
- H. Spencer Lewis: The Secret Doctrines of Jesus (Jézus titkos tanításai).  1937.  
  - Jézus és Tizenkét Apostola nagy művének és szimbolikájának mértékadó magyarázata.
- H. Spencer Lewis: A Thousand Years of Yesterdays (Múltunk évezredei).  1920.  
  - Képzeletbeli történet, mely a reinkarnációt egy ember elmúlt önvalói újraátélése révén magyarázza.
- H. Spencer Lewis: Self Mastery and Fate with the Cycles of Life (Önismeret és sors az életciklusok tükrében).  1929.  
  - Emberi életciklusok rendszere a bioritmushoz hasonlóan.
  - iPhone applikáció a könyvhöz az Apple App Store-ból – Self Mastery and Fate iPhone App
  - Android applikáció a könyvhöz a Google Playről – Life cycles App
- H. Spencer Lewis: Rosicrucian Manual (Rózsakeresztes Kézikönyv).  1918.  
  - Az AMORC szervezeti felépítése és minden, amit egy új rózsakeresztesnek tudnia érdemes.
- H. Spencer Lewis: Mansions of the Soul: The Cosmic Conception (A lélek lakhelyei: Kozmikus koncepció).  1930.  
  - Tanulmányok az élet értelme, a halál és a reinkarnáció témaköreiben.
- H. Spencer Lewis: The Symbolic Prophecy of the Great Pyramid (A Nagy Piramis szimbolikus jóslata).  1936.  
  - Bemutatja az egyiptomi szimbológia egyfajta magyarázatát régebbi és újabb gondolatokat ütköztetve.
- H. Spencer Lewis: Mental Poisoning (Mentális mérgezés).  1937.  
  - Józan vizsgálódások az átkok, boszorkányságok és a pszichikus manipulációk területén.

### Magyarul
- Jézus misztikus élete; ford. Violetta Gaál; Rózsakeresztes Rend, San Jose, 1993
- A nagy piramis szimbolikus jóslata; ford. Tamás Csaba; Hermit, Miskolc, 2005

## Külső hivatkozások
- A Virginiai Egyetem Vallási mozgalmak honlapjai projekt kapcsán elérhető információk
- Aum Om Amen Harvey Spencer Lewis cikke

## Fordítás
- Ez a szócikk részben vagy egészben  a   Harvey Spencer Lewis című angol Wikipédia-szócikk fordításán alapul.  Az eredeti cikk szerkesztőit annak laptörténete sorolja fel. Ez a jelzés csupán a megfogalmazás eredetét és a szerzői jogokat jelzi, nem szolgál a cikkben szereplő információk forrásmegjelöléseként.